# Ceuthophilus hubbelli
Ceuthophilus hubbelli is een rechtvleugelig insect uit de familie grottensprinkhanen (Rhaphidophoridae). De wetenschappelijke naam van deze soort is voor het eerst geldig gepubliceerd in 1939 door Hebard.